# لایل میز
لایل میز (انگلیسی: Lyle Mays; ۲۷ نوامبر ۱۹۵۳ – ۱۰ فوریهٔ ۲۰۲۰) موسیقی‌دان، آهنگساز، نوازنده پیانو سبک جاز آمریکایی بود. وی که بین سال‌های ۱۹۷۵ تا ۲۰۲۰ میلادی فعالیت می‌کرد یکی از اعضای گروه پت متنی بود. تقریباً تمامی موسیقی‌های اجرا شده توسط گروه پت متنی از ساخته‌های پت متنی و لایل میز است و لایل میز به خاطر این آثار برنده ۱۱ جایزه گرمی شد.